# Masada (Ar-Rakka)
Masada – miejscowość w Syrii, w muhafazie Ar-Rakka. W 2004 roku liczyła 4558 mieszkańców.